# Hermann Credner (General)

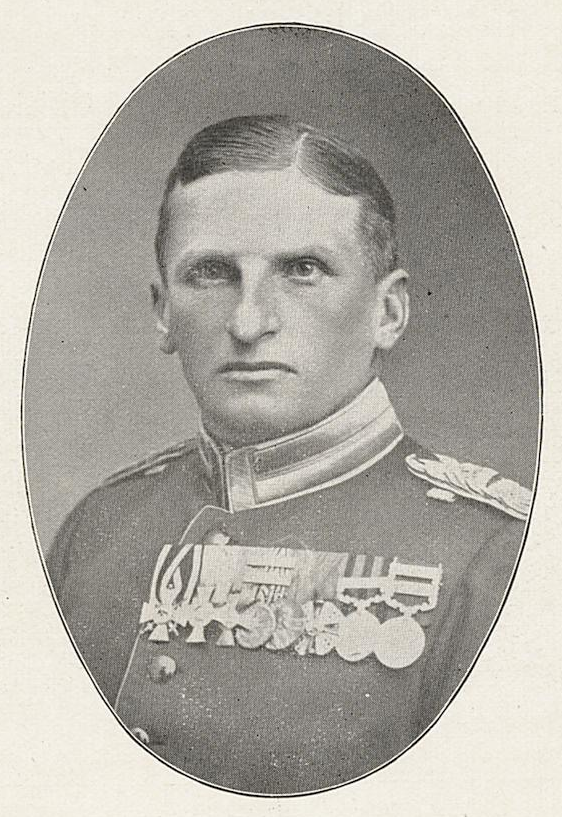
Hermann Credner als Major und Kommandeur des III. See-Bataillons.

Christian Wilhelm Hermann Credner (* 28. Oktober 1859 in Münster; gest. ?) war ein deutscher Generalmajor.

## Leben

### Militärische Karriere
Nach Besuch des Kadettenkorps trat er am 14. April 1877 als charakterisierter Fähnrich in das 4. Badische Infanterie-Regiment „Prinz Wilhelm“ Nr. 112 ein, wo er am 12. März 1878 zum Fähnrich ernannt wurde. Er wurde am 11. Februar 1879 zum Leutnant und am 17. April 1888 zum Oberleutnant befördert. Er besuchte nachfolgend für drei Jahre die Kriegsakademie in Berlin und diente ab Oktober 1891 als Erzieher an der Hauptkadettenanstalt bei Potsdam. Darauffolgend diente er als Militärlehrer an der Kadettenschule in Karlsruhe und wurde am 17. Juni 1893 zum Hauptmann ohne Patent befördert. Das Patent erhielt er am 14. September desselben Jahres. Nach knapp einem halben Jahr Beurlaubung nach Vorderindien, wo er unter anderem beim Stabe des Oberbefehlshabers von Britisch-Indien, Sir William Lockhart, diente, diente er ab März 1897 als Kompaniechef im 2. Unter-Elsässischen Infanterie-Regiment Nr. 137. Er schloss sich nach Ausbruch des Boxeraufstandes dem Ostasiatischen Expeditionskorps an und diente als Kompanieführer im 4. Ostasiatischen Infanterie-Regiment unter Oberstleutnant Karl von Wallmenich. Er wurde am 12. Oktober 1901 wieder beim Infanterie-Regiment Nr. 137 aggregiert und diente ab November desselben Jahres als Kompanieführer.
Er wurde am 17. November 1903 zum Führer der Stamm-Kompanien des III. See-Bataillons in Tsingtau ernannt und schon ab dem 20. Januar 1904 mit der Wahrnehmung der Geschäfte des Kommandeurs des III. Stamm-Seebataillon beauftragt. Am 31. Mai 1905 wurde er dann endgültiger Kommandeur des Stamm-Seebataillons und ab 1907 Kommandeur des ganzen III. See-Bataillons. Er wurde 1909 von Major Ernst von Below abgelöst und diente nachfolgend beim Stabe des 2. Thüringischen Infanterie-Regiments Nr. 32. Er wurde 1912 mit dem Charakter des Oberst aus der Armee entlassen. Er wurde im Ersten Weltkrieg reaktiviert und diente unter anderem als Kommandeur der 97. Reserve-Infanterie-Brigade. Er schied mit dem Charakter eines Generalmajors erneut aus der Armee aus.

## Werke
- Tage-Buch (Tagebuch) der Reise nach Indien vom 29. November 1894 bis 3. Mai 1895.